# Stadhouderskade 86
Het gebouw Stadhouderskade 86 is door de Amsterdamse stadsarchitect Bastiaan de Greef in 1874-75 gebouwd voor de Rijksacademie, een  opleidingsinstituut voor beeldend kunstenaars aan de Stadhouderskade te Amsterdam-Zuid, De Pijp.
Het gebouw, dat ontworpen is in de eclectische bouwstijl herbergde vanaf het begin de Rijksakademie van beeldende kunsten (toen nog met 'c'). Dat in 1870 opgerichte instituut was de opvolger van de Koninklijke academie van beeldende kunsten. Koning Willem III der Nederlanden was een van de oprichters van de Rijksakademie. In 1992 verliet de Rijksakademie het gebouw om zich te vestigen aan de Sarphatistraat 470, een voormalige kazerne. Het gebouw Stadhouderskade 86 is sedertdien in gebruik bij De Ateliers, een instelling waar kunstenaars ("deelnemers") na hun opleiding nog twee jaar, begeleid door gerenommeerde tutor artists, kunnen verder studeren.
Het van oorsprong symmetrische gebouw is ontworpen door de stadsarchitect Bastiaan de Greef, zoon van "architect des konings paleizen" Jan de Greef. Het pand is na de bouw nog voorzien van een serre, die vanaf de straatkant niet te zien is. In 1926 werd het trappenhuis gerenoveerd, waarbij tevens een glaspaneel van Jaap Weyand (ex-leerling van de academie) werd geplaatst in de achterwand. Dit paneel werd later weer verwijderd. De reliëfs ter zijde van de toegang van Frits van Hall onder de titel De kunstenaar en de muze uit 1927 zijn gebleven. In de jaren 1954-1958 werd een nieuwe expositieruimte geplaatst naar een ontwerp van Gerrit Rietveld. Het gebouw heeft een afwijkende teruggetrokken rooilijn ten opzichte van de gebouwen links en rechts.
Oost ·
160 ·
158 ·
157 ·
156 ·
155 ·
151-154 ·
149-150 ·
145-146 ·
142-144 ·
140-141 ·
137-139 ·
135-136 ·
130-134 ·
129 ·
128 ·
125-127 ·
123-124 ·
116-122 ·
115 ·
110-113 ·
100-101 ·
97 ·
95-96 ·
93-94 ·
92 ·
91 ·
89-90 ·
87-88 ·
86 ·
85 ·
84 ·
82-83 ·
78-79 ·
77 ·
Heineken Brouwerij ·
74 ·
72-73 ·
69-70 ·
68 ·
67 ·
65-66 ·
64 ·
62-63 ·
60-60a ·
58-59 ·
56-57 ·
Willemshuis ·
Van Nispenhuis ·
Kapel van Sint Josephs Gezellen-Vereeniging ·
54 ·
52-53 ·
47-49 ·
Carel Willinkplantsoen ·
Polderhuis ·
Ruysdaelkade 2-4 ·
Judith Leysterbrug ·
42 (Rijksmuseum) ·
40-41 ·
31-35 ·
30 ·
29 ·
Park Centraal Amsterdam ·
Stedemaagd (Vondelpark) ·
Byzantium ·
Koepelkerk ·
12 (Marriott) ·
Persilhuis ·
7 ·
5 ·
3 ·
1 ·
West